# Jumoke Bukola Adekoye
Jumoke Bukola Adekoye, née en 2001, est une lutteuse nigériane.

## Carrière
Jumoke Bukola Adekoye remporte la médaille d'argent aux Jeux africains de la jeunesse de 2018 à Alger dans la catégorie des moins de 57 kg.
Elle est médaillée d'or dans la catégorie des moins de 55 kg aux Championnats d'Afrique de lutte 2022 à El Jadida ainsi qu'aux Championnats d'Afrique de lutte 2023 à Hammamet. 
Elle est médaillée d'or dans la catégorie des moins de 59 kg aux Championnats d'Afrique de lutte 2025 à Casablanca.